# Galera (Granada)
Galera és un municipi a la Comarca de Huéscar (província de Granada), a uns 150 km de la capital provincial, a Andalusia. El municipi de Galera inclou els nuclis de Galera, i el Cortijo del Cura. El seu entorn està envoltat de paratges tan dispars com els fèrtils camps de cultiu, regats per rius i déus, i els paisatges semiàrids i buits dels badlands, plens de restes fòssils i vestigis històrics del passat. En el seu nucli urbà es troben nombroses cases-cova, tradicionals de les regions d'Andalusia Oriental i Múrcia.

## Distribució de la població
| Unitat poblacional                              | Hab.            |
| ----------------------------------------------- | --------------- |
| Buenavista Cortijos del Cura Galera La Alquería | 13 44 1.309 158 |

## Història
A les seves proximitats es troben dos importants jaciments arqueològics un de l'edat del bronze, una ciutat de la cultura argàrica al "Castellón de Arriba" on s'han excavat multitud de sepultures en diverses terrasses artificials en un turó de parets verticals. L'altre jaciment és la necròpoli ibèrica de Tútugi (en el Turó del Real) que alberga diferents tipus de tombes. El més freqüent d'aquests tipus és el qual consta d'una càmera rectangular, coberta per un túmul circular, a la qual s'arriba a través d'un llarg passadís. En aquestes tombes s'han trobat diversos objectes, com adorns, gots, grecs i ibers, armes, peces d'aixovar i figures de fang i d'alabastre. Se situen entre els segles VI i III aC.

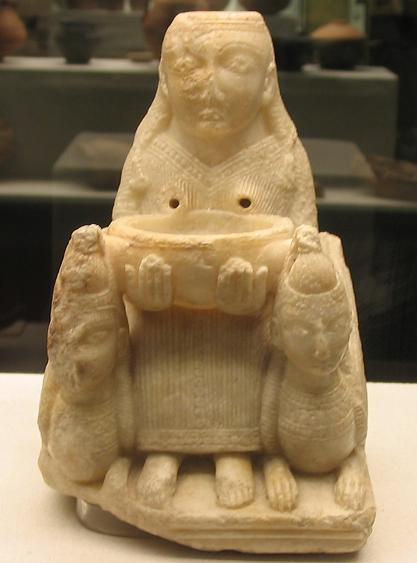
Dama de Galera. Museu Arqueològic Nacional (Espanya)

La dama de Galera, que mostra la imatge, va ser trobada en aquest jaciment i pertany a la tomba núm. 20 (en la zona I), del segle v aC És una figureta fenícia del segle vii aC (semblant a una altra que va ser trobada a Cartago, nord d'Àfrica), feta d'alabastre, que probablement representi la deessa Astarté. La dama està asseguda entre dues esfinxs i sosté un bol al que aboca líquid per dos forats que té en els pits. S'aprecia en la figura influència mesopotàmica per les seves formes robustes. En canvi l'estilització en el vestit i els cabells denoten influències egípcies. A causa del seu caràcter d'objecte sagrat, va passar per diverses generacions fins al seu soterrament final com a part d'un aixovar funerari.
Va mantenir la seva importància en l'època romana com "TVTVGI", per a posteriorment decaure en població durant l'època visigoda i l'àrab. Conquistada pel Regne de Castella en temps dels Reis Catòlics, 1488, va formar part en la revolta de les Alpujarras, sent aixafada amb la intervenció personal de Joan d'Habsburg i Blomberg, va prendre la ciutat assaltant una a una les cases-cova que la formaven. En el segle xvi va ser repoblada amb famílies procedents de València, Múrcia, i La Mancha principalment.